# Coppa Intertoto 1968
La Coppa Intertoto 1968 è stata la seconda edizione di questa competizione (l'ottava, contando anche quelle della Coppa Rappan) gestita dalla SFP, la società di scommesse svizzera.
Insieme alle edizioni del 1983, 1985, 1986 e 1989 fu quella con il maggior numero di nazioni partecipanti.
Non era prevista la fase finale fra le vincitrici della fase a gironi estiva. Le squadre che si imponevano nei singoli raggruppamenti venivano considerate tutte vincenti a pari merito e ricevevano, oltre ad un piccolo trofeo, un cospicuo premio in denaro.

## Partecipanti
| Nazione                   | Squadra                                                                                | Campionato | Note |
| ------------------------- | -------------------------------------------------------------------------------------- | --- | --- |
| Cecoslovacchia (bandiera) | Slovan Bratislava Jednota Trenčín Dukla Praga VSS Košice Lokomotiva Košice             | Vicecampione di Cecoslovacchia 1967-68 3º campionato di Cecoslovacchia 1967-68 4º campionato di Cecoslovacchia 1967-68 5º campionato di Cecoslovacchia 1967-68 10º campionato di Cecoslovacchia 1967-68                                     | Vincitrice Coppa di Cecoslovacchia 1967-68 Vincitrice della Coppa Intertoto Girone B6 nell'anno precedente |
| Germania (bandiera)       | Norimberga Werder Brema Eintracht Braunschweig Hannover 96 Monaco 1860 Amburgo         | Campione di Germania Ovest 1967-68 Viceampione di Germania Ovest 1967-68 9º campionato di Germania Ovest 1967-68 10º campionato di Germania Ovest 1967-68 12º campionato di Germania Ovest 1967-68 13º campionato di Germania Ovest 1967-68 | Vincitrice della Coppa Intertoto Girone B1 nell'anno precedente                                            |
| Paesi Bassi (bandiera)    | Ajax Feyenoord ADO Den Haag                                                            | Campione d'Olanda 1967-68 Vicecampione d'Olanda 1967-68 4º campionato d'Olanda 1967-68 | Vincitrice della Coppa Intertoto Girone A2 nell'anno precedente Vincitrice Coppa d' Olanda 1967-68         |
| Svizzera (bandiera)       | Lugano Losanna Bienne La Chaux-de-Fonds Bellinzona                                     | Campione di Svizzera 1967-68 4º campionato di Svizzera 1967-68 7º campionato di Svizzera 1967-68 10º campionato di Svizzera 1967-68 12º campionato di Svizzera 1967-68                                                                      | Vincitrice Coppa di Svizzera 1967-68, Vincitrice della Coppa Intertoto Girone A1 nell'anno precedente      |
| Germania Est (bandiera)   | Carl Zeiss Jena Hansa Rostock Magdeburgo Karl-Marx-Stadt                               | Campione della Germania Est 1967-68 Vicecampione della Germania Est 1967-68 3º campionato della Germania Est 1967-68 6º campionato della Germania Est 1967-68                                                                               | |
| Polonia (bandiera)        | Legia Varsavia GKS Katowice Szombierki Bytom Odra Opole                                | Vicecampione di Polonia 1967-68 8º campionato di Polonia 1967-68 9º campionato di Polonia 1967-68 10º campionato di Polonia 1967-68 | |
| Svezia (bandiera)         | Malmö FF Djurgården Helsingborg Örebro                                                 | Campione di Svezia 1967 Vicecampione di Svezia 1967 3º campionato di Svezia 1967 4º campionato di Svezia 1967 | Vincitrice Coppa di Svezia 1967                                                                            |
| Francia (bandiera)        | Saint-Étienne RC France                                                                | Campione di Francia 1967-68 | Vincitrice Coppa di Francia 1967-68                                                                        |
| Belgio (bandiera)         | Anderlecht Standard Liegi                                                              | Campione del Belgio 1967-68 3º campionato del Belgio 1967-68 | |
| Austria (bandiera)        | Rapid Vienna Wacker Innsbruck Austria Vienna Wiener Sport-Club LASK Austria Salisburgo | Campione d'Austria 1967-68 Vicecampione d'Austria 1967-68 3º campionato d'Austria 1967-68 4º campionato d'Austria 1967-68 8º campionato d'Austria 1967-68 12º campionato d'Austria 1967-68                                                  | Vincitrice Coppa d'Austria 1967-68                                                                         |
| Danimarca (bandiera)      | AB Frem Horsens Hvidovre                                                               | Campione di Danimarca 1967 Vicecampione di Danimarca 1967 3º campionato di Danimarca 1967 4º campionato di Danimarca 1967 | |
| Italia (bandiera)         | Inter Torino                                                                           | 5º campionato d'Italia 1967-68 7º campionato d'Italia 1967-68 | Vincitrice Coppa Italia 1967-68                                                                            |
| Portogallo (bandiera)     | Sporting                                                                               | Vicecampione di Portogallo 1967-68 | |
| Spagna (bandiera)         | Atlético Madrid Español                                                                | 6º campionato di Spagna 1967-68 9º campionato di Spagna 1967-68 | |

## Squadre partecipanti
La fase a gironi del torneo era composta da quattordici gruppi di tre o quattro squadre ciascuno, i gruppi non sono divisi geograficamente e le squadre che si imponevano nei singoli raggruppamenti venivano considerate tutte vincenti a pari merito.
Rispetto alla Coppa dell'edizione precedente, rientrano le squadre dell'Italia e per la prima volta partecipano le squadre della Spagna e del Portogallo
- In giallo le vincitrici dei gironi.

| Girone | Austria            | Belgio         | Cecoslovacchia    | Danimarca | Francia        | Germania Est    | Germania Ovest         | Italia | Paesi Bassi  | Polonia          | Portogallo       | Spagna          | Svezia      | Svizzera          |
| A1     | -                  | Anderlecht     | -                 | -         | -              | -               | Norimberga             | Inter  | -            | -                | -                | -               | -           | -                 |
| A2     | -                  | -              | -                 | -         | -              | -               | -                      | Torino | Ajax         | -                | -                | Atlético Madrid | -           | -                 |
| A3     | Rapid Vienna       | -              | Dukla Praga       | -         | -              | -               | -                      | -      | -            | -                | Sporting Lisbona | -               | -           | -                 |
| A4     | -                  | Standard Liegi | -                 | -         | Saint-Étienne  | -               | -                      | -      | Feijenoord   | -                | -                | -               | -           | -                 |
| A5     | Austria Vienna     | -              | -                 | -         | -              | -               | Monaco 1860            | -      | -            | -                | -                | Español         | -           | -                 |
| A6     | -                  | -              | -                 | -         | RC Paris Sedan | -               | -                      | -      | ADO Den Haag | -                | -                |                 | -           | Lugano            |
| B1     | LASK               | -              | -                 | -         | -              | Karl-Marx-Stadt | -                      | -      | -            | -                | -                | -               | Helsingborg | Bienne            |
| B2     | -                  | -              | -                 | -         | -              | Hansa Rostock   | -                      | -      | -            | GKS Katowice     | -                | -               | Örebro      | La Chaux-de-Fonds |
| B3     | Wiener SC          | -              | Slovan Bratislava | -         | -              | -               | Amburgo                | -      | -            | -                | -                | -               | Malmö FF    | -                 |
| B4     | -                  | -              | VSS Košice        | -         | -              | -               | Werder Brema           | -      | -            | Szombierki Bytom | -                | -               | Djurgården  | -                 |
| B5     | Austria Salisburgo | -              | Lokomotiva Košice | Horsens   | -              | Carl Zeiss Jena | -                      | -      | -            | -                | -                | -               | -           | -                 |
| B6     | -                  | -              | Jednota Trenčín   | Hvidovre  | -              | Magdeburgo      | -                      | -      | -            | Odra Opole       | -                | -               | -           | -                 |
| B7     | Wacker Innsbruck   | -              | -                 | AB        | -              | -               | Eintracht Braunschweig | -      | -            | -                | -                | -               | -           | Losanna           |
| B8     | -                  | -              | -                 | Frem      | -              | -               | Hannover 96            | -      | -            | Legia Varsavia   | -                | -               | -           | Bellinzona        |

## Risultati
Date: dal 24 aprile al 13 novembre (gironi della sezione "A") e dal 29 giugno al 4 agosto 1968 (sezione "B").

### Girone A1
| Squadra    | Pti | G | V | N | P | GF | GS | DR  |
| ---------- | --- | - | - | - | - | -- | -- | --- |
| Norimberga | 7   | 4 | 3 | 1 | 0 | 13 | 3  | +10 |
| Anderlecht | 3   | 4 | 1 | 1 | 2 | 7  | 10 | -3  |
| Inter      | 2   | 4 | 1 | 0 | 3 | 3  | 10 | -7  |

|            | Nor | And | Int |
| ---------- | --- | --- | --- |
| Norimberga |     | 5-1 | 3-0 |
| Anderlecht | 2-2 |     | 3-1 |
| Inter      | 0-3 | 2-1 |     |

### Girone A2
| Squadra         | Pti | G | V | N | P | GF | GS | DR |
| --------------- | --- | - | - | - | - | -- | -- | -- |
| Ajax            | 6   | 4 | 2 | 2 | 0 | 7  | 3  | +4 |
| Torino          | 3   | 4 | 1 | 1 | 2 | 8  | 8  | 0  |
| Atlético Madrid | 3   | 4 | 1 | 1 | 2 | 5  | 9  | -4 |

|          | Aja | Tor | Atl |
| -------- | --- | --- | --- |
| Ajax     |     | 3-1 | 2-0 |
| Torino   | 1-1 |     | 5-2 |
| Atlético | 1-1 | 2-1 |     |

### Girone A3
| Squadra          | Pti | G | V | N | P | GF | GS | DR |
| ---------------- | --- | - | - | - | - | -- | -- | -- |
| Sporting Lisbona | 5   | 4 | 2 | 1 | 1 | 6  | 5  | +1 |
| Dukla Praga      | 3   | 3 | 1 | 1 | 1 | 3  | 2  | +1 |
| Rapid Vienna     | 2   | 3 | 1 | 0 | 2 | 4  | 6  | -2 |

|          | Spo | Duk | Rap |
| -------- | --- | --- | --- |
| Sporting |     | 1-1 | 4-1 |
| Dukla    | 0-1 |     | nd  |
| Rapid    | 3-0 | 0-2 |     |

### Girone A4
| Squadra        | Pti | G | V | N | P | GF | GS | DR |
| -------------- | --- | - | - | - | - | -- | -- | -- |
| Feijenoord     | 6   | 4 | 2 | 2 | 0 | 8  | 2  | +6 |
| Saint-Étienne  | 4   | 4 | 1 | 2 | 1 | 5  | 5  | 0  |
| Standard Liegi | 2   | 4 | 0 | 2 | 2 | 5  | 11 | -6 |

|               | Fey | S.É | Sta |
| ------------- | --- | --- | --- |
| Feyenoord     |     | 2-0 | 4-0 |
| Saint-Étienne | 0-0 |     | 2-0 |
| Standard      | 2-2 | 3-3 |     |

### Girone A5
| Squadra        | Pti | G | V | N | P | GF | GS | DR |
| -------------- | --- | - | - | - | - | -- | -- | -- |
| Español        | 6   | 4 | 3 | 0 | 1 | 7  | 3  | +4 |
| Monaco 1860    | 6   | 4 | 3 | 0 | 1 | 9  | 6  | +3 |
| Austria Vienna | 0   | 4 | 0 | 0 | 4 | 4  | 11 | -7 |

|             | Esp | Mon | Aus |
| ----------- | --- | --- | --- |
| Español     |     | 2-0 | 1-0 |
| Monaco 1860 | 2-1 |     | 5-2 |
| Austria     | 1-3 | 1-2 |     |

### Girone A6
| Squadra        | Pti | G | V | N | P | GF | GS | DR |
| -------------- | --- | - | - | - | - | -- | -- | -- |
| ADO Den Haag   | 6   | 4 | 3 | 0 | 1 | 6  | 4  | +2 |
| RC Paris Sedan | 5   | 4 | 2 | 1 | 1 | 5  | 3  | +2 |
| Lugano         | 1   | 4 | 0 | 1 | 3 | 2  | 6  | -4 |

|           | ADO | RCF | Lug |
| --------- | --- | --- | --- |
| ADO       |     | 2-0 | 2-0 |
| RC France | 3-0 |     | 2-1 |
| Lugano    | 1-2 | 0-0 |     |

### Girone B1
| Squadra         | Pti | G | V | N | P | GF | GS | DR  |
| --------------- | --- | - | - | - | - | -- | -- | --- |
| Karl-Marx-Stadt | 8   | 6 | 3 | 2 | 1 | 9  | 4  | +5  |
| LASK            | 7   | 6 | 2 | 3 | 1 | 14 | 10 | +4  |
| Helsingborg     | 7   | 6 | 3 | 1 | 2 | 10 | 9  | +1  |
| Bienne          | 2   | 6 | 0 | 2 | 4 | 8  | 18 | -10 |

|                 | KMS | Lin | Hel | Bie |
| --------------- | --- | --- | --- | --- |
| Karl-Marx-Stadt |     | 1-1 | 3-0 | 3-0 |
| Linz            | 2-0 |     | 4-1 | 3-3 |
| Helsingborg     | 0-0 | 2-1 |     | 3-0 |
| Bienna          | 1-2 | 3-3 | 1-4 |     |

### Girone B2
| Squadra           | Pti | G | V | N | P | GF | GS | DR  |
| ----------------- | --- | - | - | - | - | -- | -- | --- |
| Hansa Rostock     | 11  | 6 | 5 | 1 | 0 | 10 | 3  | +7  |
| GKS Katowice      | 6   | 6 | 3 | 0 | 3 | 4  | 5  | -1  |
| Örebro            | 5   | 6 | 2 | 1 | 3 | 14 | 4  | +10 |
| La Chaux-de-Fonds | 2   | 6 | 1 | 0 | 5 | 4  | 20 | -16 |

|                   | Han | Kat | Öre | LCF |
| ----------------- | --- | --- | --- | --- |
| Hansa             |     | 2-0 | 1-0 | 3-1 |
| Katowice          | 0-1 |     | 1-0 | 2-1 |
| Örebro            | 1-1 | 0-1 |     | 9-0 |
| La Chaux-de-Fonds | 1-2 | 1-0 | 0-4 |     |

### Girone B3
| Squadra           | Pti | G | V | N | P | GF | GS | DR |
| ----------------- | --- | - | - | - | - | -- | -- | -- |
| Slovan Bratislava | 10  | 6 | 5 | 0 | 1 | 15 | 7  | +8 |
| Wiener SC         | 6   | 6 | 2 | 2 | 2 | 12 | 14 | -2 |
| Malmö FF          | 5   | 6 | 2 | 1 | 3 | 9  | 12 | -3 |
| Amburgo           | 3   | 6 | 1 | 1 | 4 | 13 | 16 | -3 |

|           | Slo | WSC | Mal | Amb |
| --------- | --- | --- | --- | --- |
| Slovan    |     | 3-1 | 0-1 | 1-0 |
| Wiener SC | 0-4 |     | 4-2 | 4-2 |
| Malmö     | 1-2 | 1-1 |     | 3-1 |
| Amburgo   | 4-5 | 2-2 | 4-1 |     |

### Girone B4
| Squadra          | Pti | G | V | N | P | GF | GS | DR |
| ---------------- | --- | - | - | - | - | -- | -- | -- |
| VSS Košice       | 10  | 6 | 5 | 0 | 1 | 12 | 6  | +6 |
| Szombierki Bytom | 8   | 6 | 4 | 0 | 2 | 12 | 9  | +3 |
| Djurgården       | 4   | 6 | 2 | 0 | 4 | 12 | 14 | -2 |
| Werder Brema     | 2   | 6 | 1 | 0 | 5 | 6  | 13 | -7 |

|            | Koš | Szo | Dju | Wer |
| ---------- | --- | --- | --- | --- |
| Košice     |     | 2-0 | 3-2 | 3-1 |
| Szombierki | 3-2 |     | 3-1 | 2-0 |
| Djurgården | 0-1 | 4-2 |     | 3-4 |
| Werder     | 0-1 | 0-2 | 1-2 |     |

### Girone B5
| Squadra            | Pti | G | V | N | P | GF | GS | DR  |
| ------------------ | --- | - | - | - | - | -- | -- | --- |
| Lokomotiva Košice  | 10  | 6 | 5 | 0 | 1 | 17 | 6  | +11 |
| Carl Zeiss Jena    | 8   | 6 | 3 | 2 | 1 | 8  | 3  | +5  |
| Austria Salisburgo | 4   | 6 | 1 | 2 | 3 | 2  | 9  | -7  |
| Horsens            | 2   | 6 | 0 | 2 | 4 | 3  | 12 | -9  |

|                 | Lok | CZJ | Aus | Hor |
| --------------- | --- | --- | --- | --- |
| Lokomotiva      |     | 2-0 | 2-0 | 5-1 |
| Carl Zeiss Jena | 3-1 |     | 3-0 | 2-0 |
| Austria         | 0-4 | 0-0 |     | 0-0 |
| Horsens         | 2-3 | 0-0 | 0-2 |     |

### Girone B6
| Squadra         | Pti | G | V | N | P | GF | GS | DR  |
| --------------- | --- | - | - | - | - | -- | -- | --- |
| Odra Opole      | 11  | 6 | 5 | 1 | 0 | 9  | 1  | +8  |
| Jednota Trenčín | 7   | 6 | 3 | 1 | 2 | 9  | 4  | +5  |
| Magdeburgo      | 6   | 6 | 3 | 0 | 3 | 12 | 9  | +3  |
| Hvidovre        | 0   | 6 | 0 | 0 | 6 | 5  | 21 | -16 |

|            | Odr | Jed | Mag | Hvi |
| ---------- | --- | --- | --- | --- |
| Odra       |     | 2-0 | 1-0 | 2-0 |
| Jednota    | 0-0 |     | 1-0 | 3-0 |
| Magdeburgo | 0-2 | 2-1 |     | 4-2 |
| Hvidovre   | 1-2 | 0-4 | 2-6 |     |

### Girone B7
| Squadra                | Pti | G | V | N | P | GF | GS | DR |
| ---------------------- | --- | - | - | - | - | -- | -- | -- |
| Eintracht Braunschweig | 9   | 6 | 4 | 1 | 1 | 11 | 7  | +4 |
| Losanna                | 7   | 6 | 3 | 1 | 2 | 14 | 10 | +4 |
| Wacker Innsbruck       | 4   | 6 | 2 | 0 | 4 | 8  | 12 | -4 |
| AB                     | 4   | 6 | 1 | 2 | 3 | 3  | 7  | -4 |

|              | Bra | Los | Wac | AB  |
| ------------ | --- | --- | --- | --- |
| Braunschweig |     | 2-1 | 3-1 | 2-0 |
| Losanna      | 4-1 |     | 4-2 | 2-2 |
| Wacker       | 1-2 | 3-2 |     | 0-1 |
| AB           | 0-0 | 0-1 | 0-2 |     |

### Girone B8
| Squadra        | Pti | G | V | N | P | GF | GS | DR  |
| -------------- | --- | - | - | - | - | -- | -- | --- |
| Legia Varsavia | 10  | 6 | 4 | 2 | 0 | 16 | 6  | +10 |
| Hannover 96    | 8   | 6 | 3 | 2 | 1 | 16 | 7  | +9  |
| Frem           | 5   | 6 | 2 | 1 | 3 | 7  | 9  | -2  |
| Bellinzona     | 1   | 6 | 0 | 1 | 5 | 3  | 20 | -17 |

|            | Leg | Han | Fre | Bel |
| ---------- | --- | --- | --- | --- |
| Legia      |     | 2-2 | 4-0 | 4-0 |
| Hannover   | 2-3 |     | 3-0 | 4-1 |
| Frem       | 1-2 | 0-0 |     | 2-0 |
| Bellinzona | 1-1 | 1-5 | 0-4 |     |